# Cafés Méo
Pour les articles homonymes, voir Méo.
 (septembre 2016).
Cafés Méo est une entreprise fondée en 1928 à Lille, dans le Nord de la France, spécialisée dans l’achat, la torréfaction et la distribution de café.

## Histoire
L’histoire de Cafés Méo commence au début des années 1920 lorsque Jules et Emile Meauxsoone (deux frères originaires de Warneton en Belgique et âgés d’une douzaine d’années) fuient l’occupation allemande et arrivent à Lille. Ils commencent alors à vendre des produits laitiers, de la volaille et du café sur les marchés pour subvenir aux besoins de leur famille.
Jules et Émile délaissent rapidement la volaille et les produits laitiers pour se consacrer au café, un produit qui, à l'époque, est souvent de qualité variable. Le café est acheté en grandes quantités par quelques importateurs, qui le revendent à des grossistes. Ces derniers approvisionnent les épiceries, responsables de la torréfaction pour leurs clients.
- 1928 : Les frères Meauxsoone ouvrent leur première épicerie fine rue Saint-André à Lille. Ils sont parmi les premiers[1] à obtenir plusieurs licences d’importation directe de cafés qui leur permettent de sélectionner eux-mêmes leurs produits et ainsi d’en améliorer la qualité. Maintenir une qualité irréprochable du café est un objectif qui ne les quittera jamais[2].

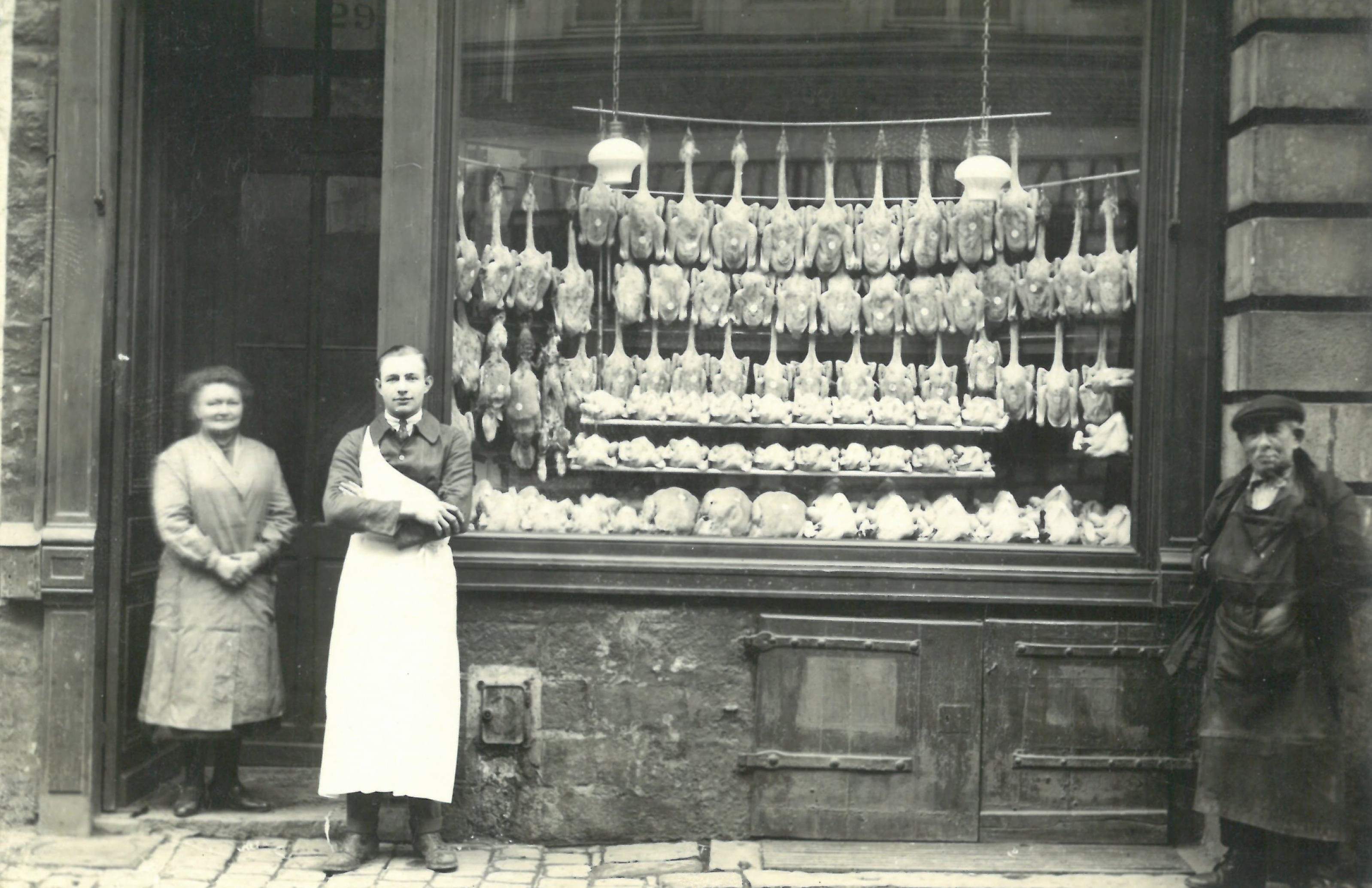
Jules Meauxsoone devant la 1re boutique Cafés Méo en 1928 rue de St André, à Lille.

- 1930 à 1939 : Ouvertures successives d’une demi-douzaine de magasins dans la métropole lilloise. Mais, le début de la Seconde Guerre mondiale marque la fin de cette expansion et de l’activité.

- 1945 : Naissance de la marque Méo (qui est issu de la contraction de « Meauxsoone »). La petite entreprise familiale est alors la première[1] à vendre du café sous sa propre marque et dans ses propres boutiques.

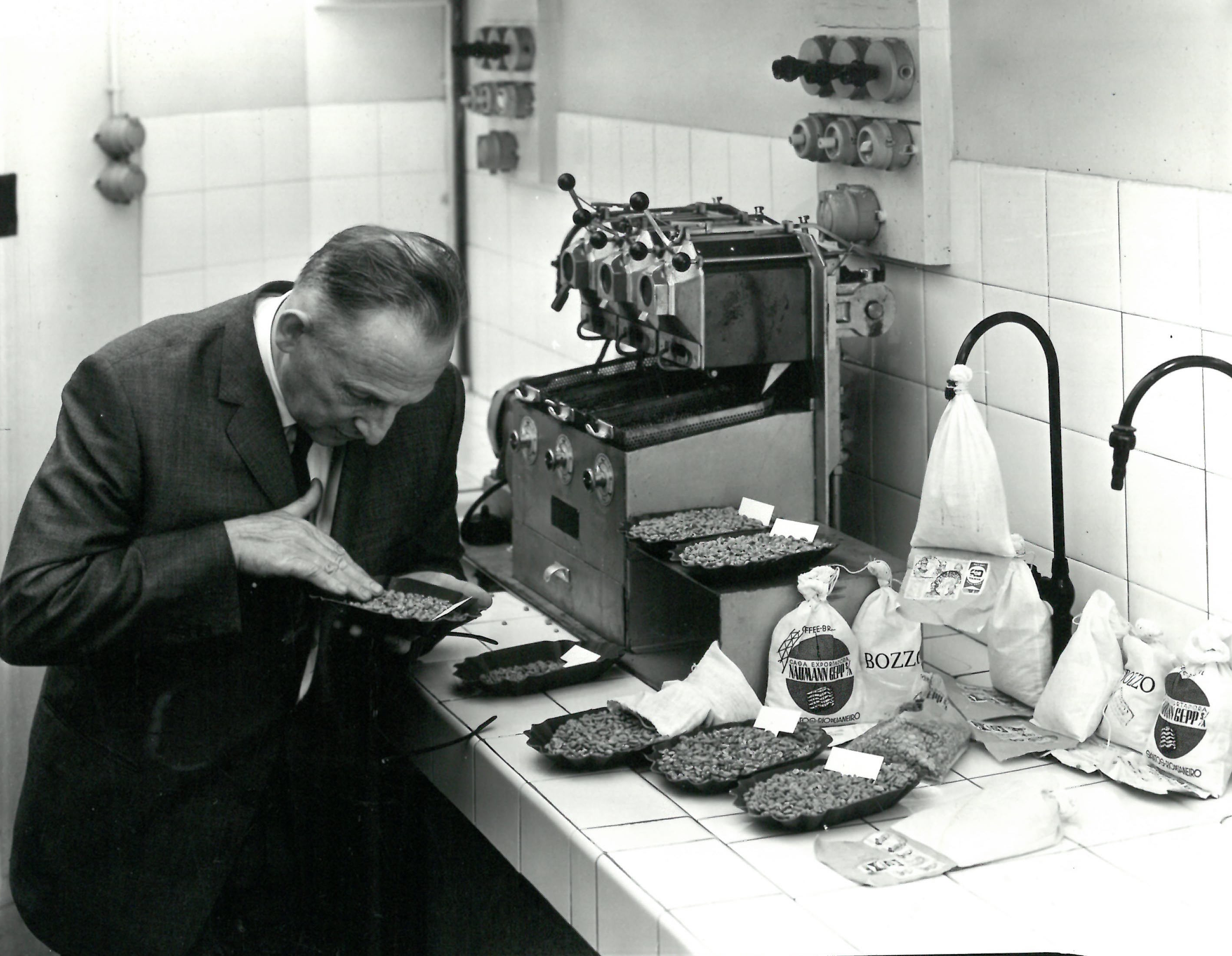
Jules Meauxsoone fondateur des Cafés Méo en train de torréfier du café vert.

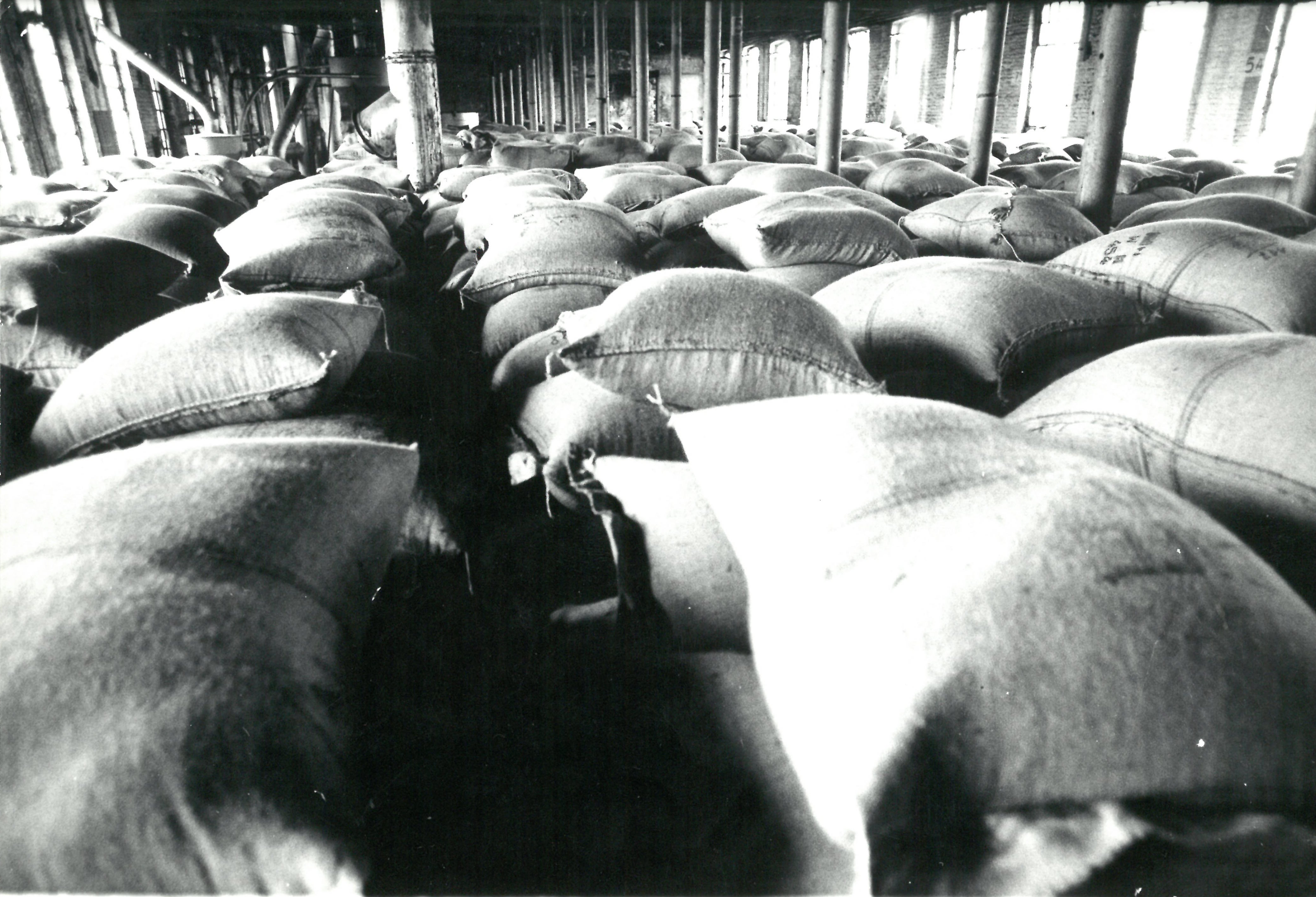
Stocks café vert chez Cafés Méo (photo ancienne).

- 1954 : Ouverture de la première boutique parisienne, rue Saint-Lazare. À l’époque Cafés Méo innove : les boutiques n’ont pas de vitrine et sont ouvertes sur la rue, ce qui laisse la délicieuse odeur de café fraîchement torréfié se répandre dans toute la rue. Dans les années 1960, de nombreux épiciers demandent à pouvoir vendre les produits de la marque.

- 1970 : Cafés Méo entre dans le circuit de la grande distribution avec un premier référencement chez Auchan. Le développement des marques de distributeurs arrive 10 ans plus tard avec une première marque créée pour Leclerc. Cette évolution oblige l’entreprise, jusque-là installée rue Lamartine à Lille, à déménager au Quai de l’Ouest, lieu du siège actuel de l’entreprise.

- 1975 : Le fils d'Emile, Gérard Meauxsoone[3] (qui deviendra par la suite Directeur de Cafés Méo) rejoint sa sœur Catherine et sa cousine Louise (fille de Jules) arrivées quelques années plus tôt au sein de l’entreprise.

- 1992 : Adhésion à la SCAA (Speciality Coffee Association of America) puis au Pacte Mondial.

- 1998 : Cafés Méo lance son site marchand.

- 1999 : Cafés Méo obtient la certification Max Havelaar qui s’inscrit tout à fait dans la volonté de la marque de se développer tout en respectant l’environnement et les petits producteurs[4]. Par la suite, l’entreprise reçoit plusieurs certifications dont l’agrément Ecocert.

Dans le même temps, Cafés Méo restructure son réseau de magasins en fermant certaines boutiques traditionnelles au profit d’Espresso bars Méo 7 dont le plus emblématique se trouve sur la Grand Place de Lille.
- 2009 : Cafés Méo annonce un projet de rapprochement avec l’entreprise familiale Fichaux Industries, spécialisée dans la fabrication de marques de distributeurs, dans le but de devenir le premier torréfacteur indépendant français.

- 2012 : La fusion est actée et donne naissance à une nouvelle entité Méo-Fichaux qui détient désormais 14 % de parts de marché dans le circuit de la grande distribution avec un chiffre d’affaires annuel de 160M€, un effectif global de 230 salariés et une production de 34 000 tonnes de café torréfié par an[5].

- 2013 : Cafés Méo lance ses propres capsules compatibles avec les machines Nespresso.

- 2015 : L'innovation reste dans l'ADN de la marque et donne naissance à une nouvelle gamme de capsules hermétiques.

## Distribution
Les produits de la marque Cafés Méo sont distribués via de nombreux canaux :
- Dans ses propres boutiques et salons de dégustation (dont un sur la Grand Place de Lille et deux à Paris)
- En grande distribution (GMS)
- En restauration hors domicile (RHD) et notamment chez de nombreux restaurateurs étoilés
- En ligne via le site marchand